# Revise the World
「Revise the World」（リバイス・ザ・ワールド）は、ayamiのシングル。2012年11月28日にDIVE II entertainmentから発売された。

## 概要
ayamiのデビューシングル。表題曲は、テレビアニメ『トータル・イクリプス』の後期エンディングテーマに起用された。販売形態はトータル・イクリプス盤、アーティスト盤、通常盤の3種リリースで、トータル・イクリプス盤とアーティスト盤のみDVDが同梱されている。DVDの内容はアーティスト盤が表題曲のPV、トータル・イクリプス盤が『トータル・イクリプス』のトレーラー映像となっている。なおトータル・イクリプス盤のディスクジャケットにはクリスカ・ビャーチェノワとイーニァ・シェスチナのイラストが描かれている。
PVはオーケストラの中で歌うモードと白い世界の2つのモードからなっている。

## 収録曲
（全作詞：畑亜貴）
1. Revise the World [4:11]
作曲：加藤祐介、編曲：長岡成貢
テレビアニメ『トータル・イクリプス』の後期エンディングテーマ
2. Deep side distance [4:27]
作曲：unprovidence、編曲：山下洋介
3. Revise the World （Instrumental）
4. Deep side distance（Instrumental）

DVD（トータル・イクリプス盤）
1. アニメトレーラー映像

DVD（アーティスト盤）
1. Revise the World（Music Video）